# Wilde Bulldoggfledermaus

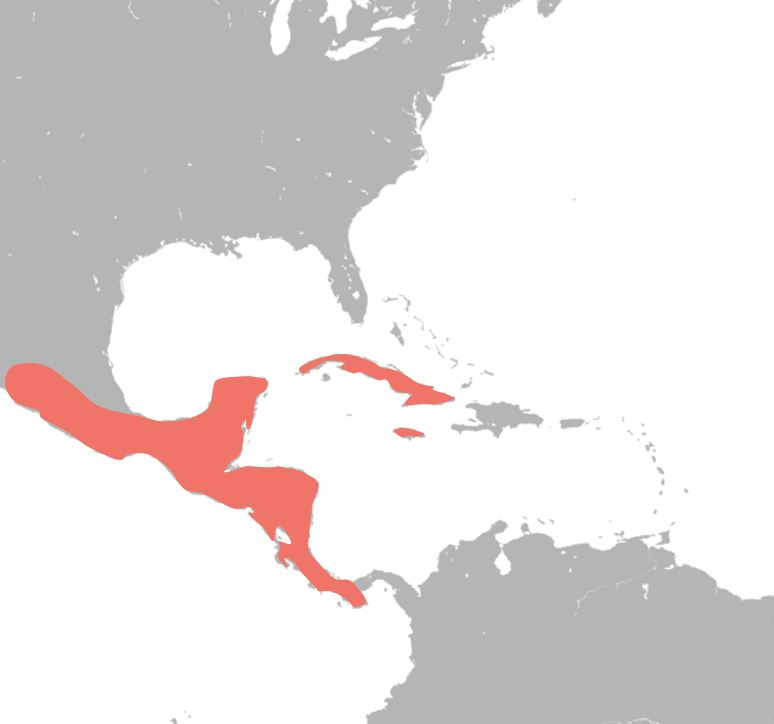
Verbreitungsgebiet der Wilden Bulldoggfledermaus

Die Wilde Bulldoggfledermaus (Eumops ferox) ist ein in Mittelamerika verbreitetes Fledertier in der Gattung der Bulldoggfledermäuse. Die Population wurde bis zu einer genetischen Studie im Jahr 2009 der Wagner-Bulldoggfledermaus (Eumops glaucinus) als Synonym zugerechnet. Das Typusexemplar stammt von Kuba.

## Merkmale
Die Art ähnelt den anderen Vertretern der Gattung und erreicht ohne Schwanz eine Länge von 75 bis 95 mm, die Schwanzlänge beträgt 40 bis 54 mm und das Gewicht liegt bei 34 bis 42 g. Es kommen 55 bis 63 mm lange Unterarme, Hinterfüße von 10 bis 15 mm länge und 22 bis 29 mm lange Ohren vor. Das Fell der Oberseite besteht aus Haaren, die an der Wurzel weiß und an den Spitzen braun oder graubraun sind. Größere nackte Bereiche im Gesicht und die Flughäute sind schwarzbraun gefärbt. Typisch sind lange borstige Haare an den Zehen der Füße. Die Ohren sind durch einen fast rechteckigen Tragus und durch feine Haare gekennzeichnet. Die gebogenen Eckzähne geben von vorn einen leicht ovalen Eindruck. Der diploide Chromosomensatz besteht aus 38 Chromosomen (2n=38).

## Verbreitung
Die Bulldoggfledermaus ist vom zentralen Mexiko bis ins zentrale Panama verbreitet. Zusätzlich kommt sie auf Kuba und Jamaika vor. Sie lebt im Flach- und Hügelland bis 900 Meter Höhe. Die Wilde Bulldoggfledermaus hält sich in Laubwäldern und teilweise immergrünen Wäldern auf, die im Norden Eichen enthalten können.

## Lebensweise
Am Tage ruhen Gruppen mit bis zu 15 oder selten 30 Mitgliedern in Baumhöhlen, in Grotten, unter Dächern oder in anderen von Menschen geschaffenen Verstecken. Die Ausflüge finden meist in den ersten zwei Stunden ab Sonnenuntergang statt und viele Exemplare sind ein weiteres Mal vor der Morgendämmerung aktiv. Gelegentlich wird der Ruheplatz mit der Jamaika-Fruchtfledermaus, der Schnurrbärtigen Fledermaus, der Waterhouse-Großohrblattnase, der Große Antillen-Langzungenfledermaus oder der Großen Freischwanzfledermaus geteilt. Die Wilde Bulldoggfledermaus jagt hoch über dem Grund oder über Wasserflächen. Die Beute besteht vorwiegend aus Käfern, Nachtfaltern und Heuschrecken.
Auf dem mittelamerikanischen Festland scheint es nur eine Fortpflanzungszeit zu geben mit trächtigen Weibchen zwischen April und Juni sowie Weibchen mit aktiven Zitzen zwischen Juni und Juli. Auf Kuba wurden Weibchen mit diesen Merkmalen zu unterschiedlichen Jahreszeiten registriert.

## Gefährdung
Auch wenn manche Daten, die für diese Art dokumentiert sind, für nahe verwandte Gattungsvertreter gelten können, so wird eine stabile Gesamtpopulation, die nicht bedroht ist, angenommen. Die IUCN listet die Wilde Bulldoggfledermaus als nicht gefährdet (least concern).